# 학익 엑슬루 타워
학익 엑슬루 타워(영어: Hakic Exllu Tower)는 대한민국 인천광역시 미추홀구 학익동에 위치한 초고층 아파트 단지이다. 2007년에 착공 후 2010년에 완공되었다. 총 4개동으로 구성되어 있고 아파트가 있다. 최고층은 53층이고 지하로는 2층까지 있다. 건설 회사인 풍림산업이 건설했다.

## 역사
2006년 용현·학익지구 3블럭에 지어진다. 53층짜리 초고층 아파트를 짓는게 목표다. 2007년 3월에는 학익동에 아파트를 분양할 계획이 있다. 5월 분양이 완료된 후 착공하였고 2008년 2008 상반기 우수산업 디자인 심사에서 디자인 선정 후 풍림산업은 5개 상품 GD(Good Design)마크 선정 후 획득했다. 2009년 학익 엑슬루타워 1,000만원대 특별 분양이 완료되었다. 2010년에 완공 후 개장했다. 2016년 아파트 인프라가 우수하다.

## 구성
학익 엑슬루 타워의 구성이다.
| 동 명칭 | 층수 | 높이 |
| ------- | ---- | ---- |
| 101동   | 43층 | 165m |
| 102동   | 53층 | 173m |
| 103동   | 40층 | 145m |
| 104동   | 40층 | 145m |

## 높이
최고 53층이고 최고 높이는 173m다. 완공 당시 남구 (인천광역시)에서 가장 높은 아파트가 되었다. 분양 후 50층 이상 아파트를 짓는게 목표인데 착공하고 완공 후 개장했다. 연수구 송도국제도시 송도 더샵 퍼스트월드(1동, 3동, 4동, 6동 67층, 237m)보다 낮은 아파트다.

## 특징
3종 주거지역에 건설된 아파트다. 1층에는 호텔식 로비가 있다. 총 6대의 엘리베이터가 있는데 비상용 엘리베이터는 총 1대다. 계단이 있는데 총 2개의 비상계단이 있다. 외관은 유리를 이용하여 커튼월 마감을 했다. 옥상구조물에서 조망이 가능하다. 주차대수는 1,067대 (세대당 1.5대)다.

## 내부 시설

### 101동
| 층수                | 용도       |
| ------------------- | ---------- |
| 43층                | 아파트     |
| 42층                | -          |
| 29층 ~ 43층         | 아파트     |
| 28층                | -          |
| 3층 ~ 27층          | 아파트     |
| 2층                 | -          |
| 1층                 | 로비       |
| 지하 2층 ~ 지하 1층 | 지하주차장 |

### 102동
| 층수                | 용도       |
| ------------------- | ---------- |
| 53층                | 아파트     |
| 52층                | -          |
| 29층 ~ 51층         | 아파트     |
| 28층                | -          |
| 3층 ~ 27층          | 아파트     |
| 2층                 | -          |
| 1층                 | 로비       |
| 지하 2층 ~ 지하 1층 | 지하주차장 |

### 103동, 104동
| 층수                | 용도       |
| ------------------- | ---------- |
| 3층 ~ 40층          | 아파트     |
| 2층                 | -          |
| 1층                 | 로비       |
| 지하 2층 ~ 지하 1층 | 지하주차장 |

## 같이 보기
- 대한민국의 마천루 목록
- 인천광역시의 마천루 목록